# Вулиця Дмитра Сірика
Ву́лиця Дмитра Сірика — вулиця у Сіверськодонецьку довжиною 2 800 метрів. Починається від перетину з вулицями Донецькою, Молодіжною і Науки. Перетинає проспект Космонавтів і вулицю Князя Володимира. Перетинається з Гвардійським проспектом і вулицею Богдана Хмельницького. Закінчується на перетині з шосе Будівельників. Забудована багатоповерховими житловими будинками. 20 січня 2024 року була названа на честь радіоведучого Суспільного, снайпера ЗСУ Дмитра Сірика, який загинув 20 квітня 2023 року під час боїв за Авдіївку.